# Kongos
I Kongos (spesso indicati come KONGOS) sono un gruppo musicale sudafricano naturalizzato statunitense, formatosi a Phoenix nel 2004.

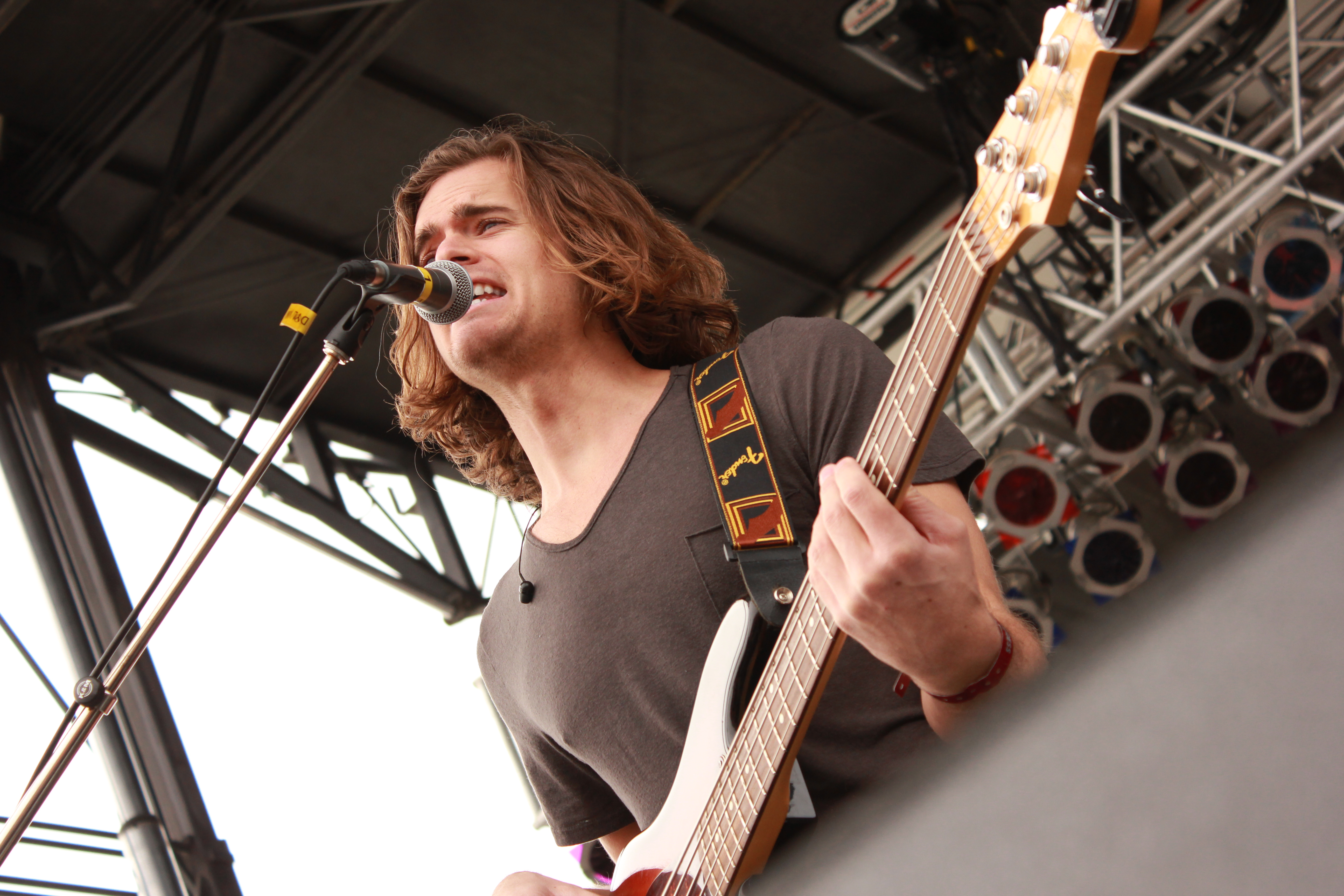
Dylan Kongos

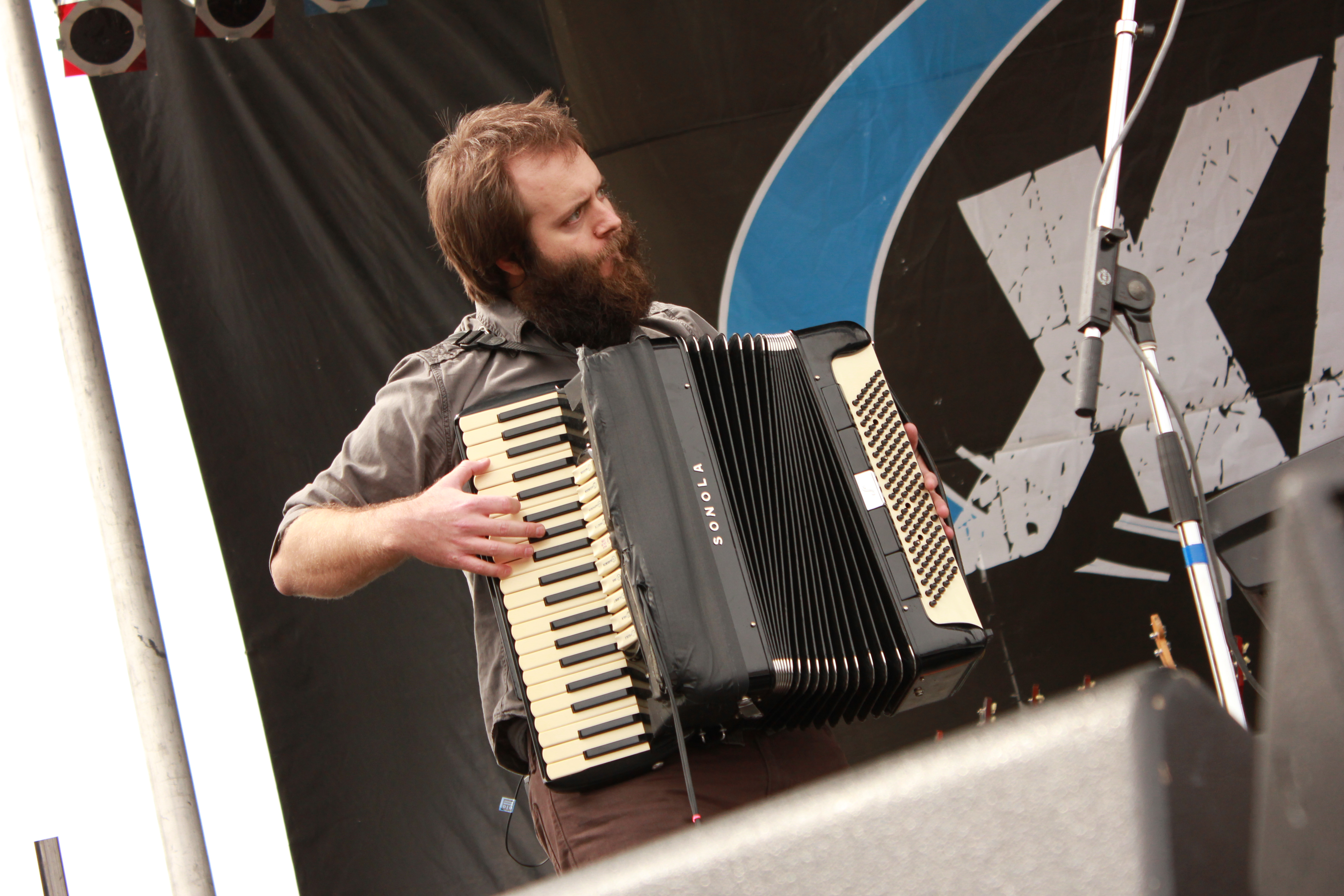
Johnny Kongos

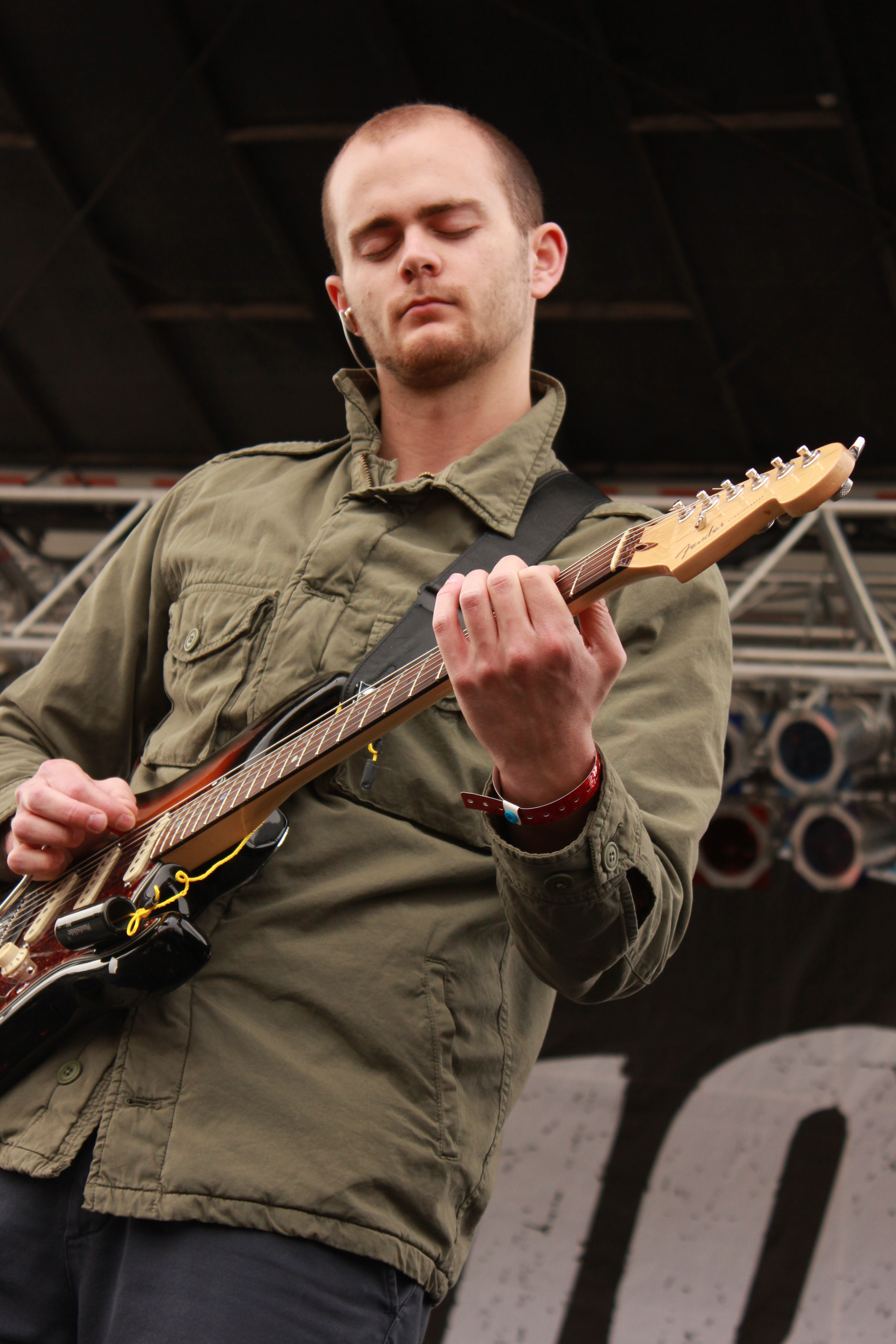
Daniel Kongos

## Storia del gruppo
La band è composta dai quattro fratelli Dylan (Londra, 22 aprile 1986), John (Londra, 4 luglio 1981), Jesse  (Londra, 29 giugno 1983) e Daniel Kongos (Johannesburg, 28 agosto 1988). Figli del cantautore John Kongos, dopo aver trascorso l'infanzia a Londra e in Sudafrica, si formano a Phoenix nel 2007. Secondo quanto ha dichiarato il frontman Dylan Kongos, si sono trasferiti da Londra in Sudafrica quando lui aveva 1 o 2 anni circa.
I quattro si avvicinano alla musica in giovanissima età, suonando il pianoforte. Col passare degli anni, mentre John (detto solitamente "Johnny") rimarrà sul suo strumento, aggiungendo ad esso la fisarmonica, gli altri prenderanno strade differenti, suonando altri strumenti. I più giovani Dylan e Daniel inizieranno a suonare la chitarra (a cui Dylan aggiunge anche il basso), mentre Jesse la batteria.
Il gruppo nasce quando John e Jesse, più grandi di età, iniziano a suonare in un progetto di musica jazz. Presto, quando i due fratelli minori crescono, inizieranno a suonare tutti insieme, formando i Kongos.
Dylan è in un certo senso il frontman del gruppo, canta la maggior parte delle canzoni, motivo per cui spesso tende ad essere identificato come tale. Dal vivo suona il basso e talvolta la chitarra, ma in studio è sempre lui a suonare chitarra acustica, udibile in diversi brani, e nei primi anni della band era anche il chitarrista principale del gruppo. Sempre in studio, si è inoltre prestato talvolta a suonare le tastiere, ad eseguire linee di basso sul sintetizzatore, o a programmare questi ultimi e le drum machine. Nel brano Come With Me Now è lui ad eseguire il caratteristico assolo di chitarra, suonato sulla Pedal steel guitar, ma nei concerti viene eseguito da Daniel sulla chitarra con lo slide. Dylan, oltre a questi strumenti già citati, è in grado di suonare anche la fisarmonica: infatti alcuni brani sono nati da lui e Johnny che suonavano con due fisarmoniche. Poco si sa della sua vita privata, poiché molto riservato: vive a Los Angeles con la sua compagna e ha un orto che cura personalmente.
Johnny, il più grande, con l'inserimento della fisarmonica darà vita ad uno dei marchi di fabbrica della band . Dylan dice a proposito del fratello "Johnny è in un certo senso il nostro punto di riferimento: nei concerti guardiamo sempre lui, quando abbiamo dei dubbi in studio chiediamo spesso consiglio a lui. Inoltre spesso mi aiuta a finire canzoni che ho scritto a metà, e lo stesso ho fatto talvolta io con lui. Johnny è anche colui che solitamente mette la pace tra tutti quando litighiamo, soprattutto con due caratteri più forti come Jesse e Daniel che spesso tendono a scontrarsi. Io solitamente non sono litigioso, così come Johnny, ma lui è un comunicatore molto più bravo di me [ride.ndr]". Oltre al pianoforte, alle tastiere e alla fisarmonica, Johnny è in grado di suonare la chitarra e, come tutti gli altri della band, fornisce la seconda voce, e negli ultimi album si presta alla voce solista. In studio programma anche i sintetizzatori. Vive a Los Angeles e ha una compagna.
Jesse, fino all'album Egomaniac, era in un certo senso il principale paroliere del gruppo. Dal vivo suona la batteria e canta, dopo Dylan è il principale cantante del gruppo, essendo stato, nei primi due album, l'unico degli altri tre membri a cantare solista. In studio programma i sintetizzatori e le drum machine, e in generale è in grado anche di suonare le tastiere e la chitarra. Vive a Phoenix, è sposato con Rachel e ha una figlia.
Daniel, il più piccolo dei fratelli, suona la chitarra e canta. Anche lui, come Johnny, ha sempre fornito la seconda voce ma ha iniziato a cantare da solista dal terzo album, Egomaniac.  Oltre alla chitarra, sa suonare il pianoforte come gli altri fratelli, anche se dice di non ritenersi molto bravo poiché "[...] non l'ho toccato per anni [...]". Vive a Los Angeles e ha una compagna.

## Storia

### Kongos(2007-2010)
Nel 2007 pubblicano il loro primo album Kongos, ma senza riscuotere successo. Si presenta come un album rock alternativo, ma da subito è ricco di influenze folk, ispirate al loro luogo d'origine, il Sudafrica.

### Lunatic (2011-2015)
Il debutto arriva con il secondo album Lunatic, anticipato dal singolo I'm Only Joking e pubblicato nel 2012, ma soprattutto con il secondo singolo Come With Me Now, che li porta al successo. Nel 2014 il brano arriva anche nelle radio italiane. Dall'album sono stati successivamente estratti anche i singoli I Want To Know, Escape e Sex On The Radio.

### Egomaniac(2016)
Il 10 Giugno 2016 i Kongos pubblicano il loro terzo album Egomaniac, anticipato dal singolo Take It From Me pubblicato il 15 Aprile, e subito dopo dai brani I Don't Mind e Where I Belong. A Settembre ha avuto inizio il tour ufficiale.

### Bus Call - Life On Tour(2018)
Nel 2018 viene pubblicato il loro primo documentario Bus Call, contenente interviste e video inediti registrati durante il tour dell'album Egomaniac e le registrazioni del nuovo album 1929.

### 1929(2019-presente)
Nel 2018 viene annunciato l'arrivo della trilogia 1929. La prima parte, 1929, Pt. 1, viene pubblicata il 18 gennaio 2019. La seconda parte, 1929, Pt. 2, viene pubblicata il 10 ottobre 2019. La terza parte, 1929, Pt. 3 viene pubblicata il 21 aprile 2022.

## Formazione
- Dylan Kongos – voce, basso elettrico, chitarra, sintetizzatori, chitarra pedal steel, programmazione
- John J. Kongos – fisarmonica, tastiere, sintetizzatori, programmazione, voce
- Jesse Kongos – batteria, percussioni, programmazione, voce
- Daniel Kongos – chitarra elettrica, programmazione, voce

## Discografia

### Album in studio
- 2007 – Kongos
- 2012 – Lunatic
- 2016 – Egomaniac
- 2019 – 1929, Pt. 1
- 2019 – 1929, Pt. 2
- 2022 – 1929, Pt. 3

## Videografia
- 2018 – Bus Call - Life On Tour